# Santa Colomba (Bientina)
Santa Colomba è una frazione del comune italiano di Bientina, nella provincia di Pisa, in Toscana.

## Geografia fisica
Il borgo di Santa Colomba è situato tra i territori della piana di Lucca, della Valdera e del Valdarno, sulla cima di una collina che porta il suo nome a nord del corso del fiume Arno, dirimpetto al canale Usciana che si immette in esso. Il paese confina a sud con Pontedera e Montecalvoli e a nord con la frazione di Quattro Strade.
Santa Colomba dista circa 3 km dal capoluogo comunale e poco più di 25 km da Pisa.

## Storia
La collina di Santa Colomba prende il nome da un'antica chiesetta qui situata, oggi non più esistente. La località faceva parte in epoca medievale della grancia (o "gancia") di Montecchio (Calcinaia) e fu proprietà della Certosa di Calci dal 1399 al 1827. Il culto di santa Colomba fu riportato nel paese dai certosini nel 1706, similmente come era stato fatto a Bientina (1699) con quello di san Valentino.

## Monumenti e luoghi d'interesse

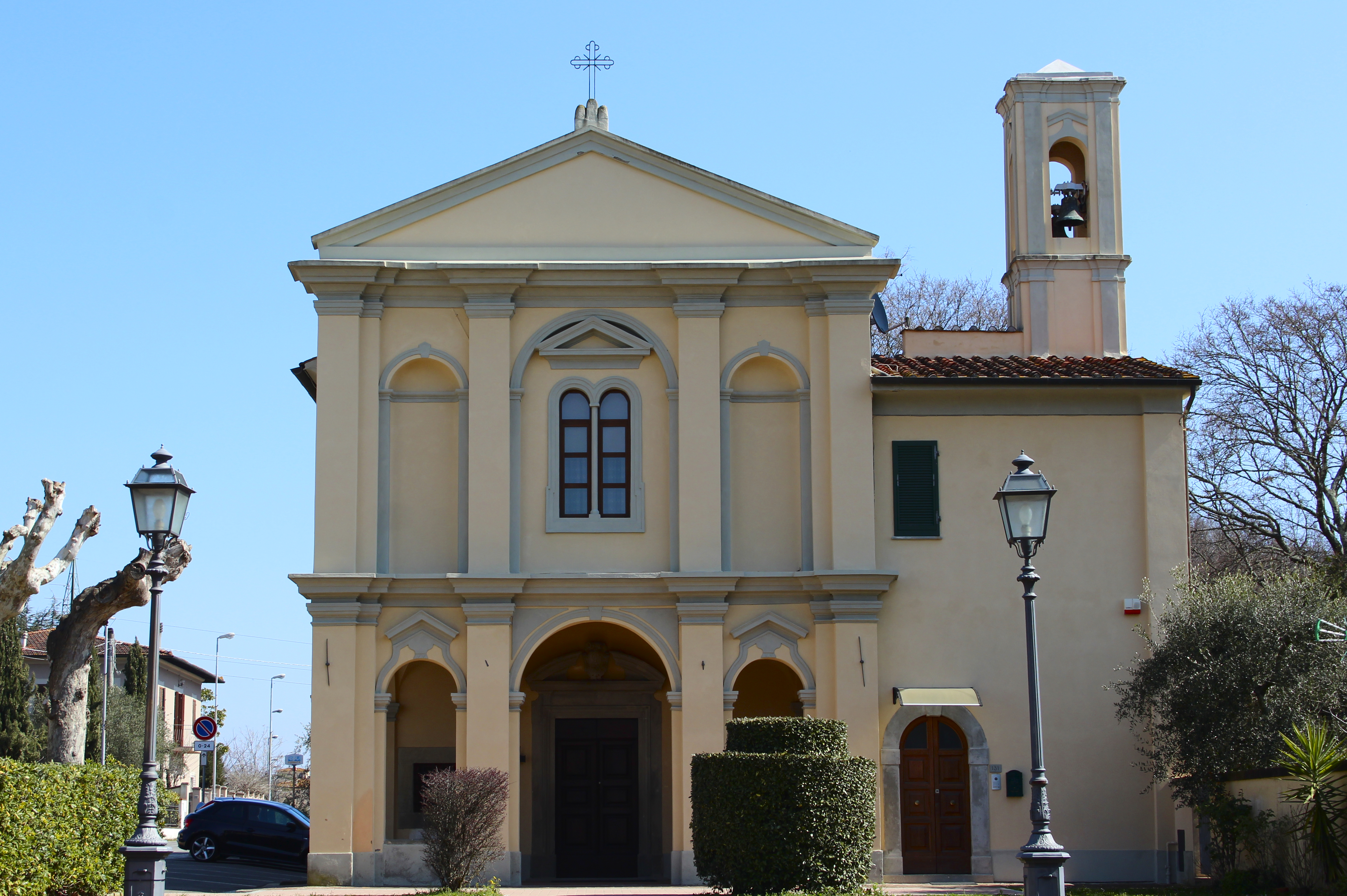
La chiesa della Madonna del Bosco

- Chiesa della Madonna del Bosco, chiesa parrocchiale della frazione, risale al 1628 e fu edificata per volere dei certosini di Calci, che possedevano questo territorio.[3] Nel 1706 vi fu riportato il culto di santa Colomba, con la collocazione nella chiesa delle reliquie della santa provenienti da un cimitero romano.[3] Agli inizi del XVIII secolo furono apportate alcune modifiche ed effettuati dei lavori di ristrutturazione.[3] Dopo il 1827 la chiesa fu eretta a cappellania all'interno della parrocchia di Calcinaia e divenne parrocchia autonoma solamente nel 1957.[3] Il territorio parrocchiale di Santa Colomba conta 1 295 abitanti.[4]
- Villa Marconi[5]

## Società

### Tradizioni e folclore
Santa Colomba è una delle nove contrade che partecipa alla manifestazione storica del Palio di Bientina, risultata vincitrice in due occasioni (1999, 2000). I suoi colori sono il rosso e il giallo.